# 环意自行车赛
{{#if:2025年|
環義自行車賽（意大利语：Giro d'Italia）是公路自行车运动界中的年度大賽，UCI的三大自行車環賽之一。起初，是米蘭體育報為了增加銷量而在1909年透過借貸與募款舉辦，然而目前則由RCS Sport主辦。
除了兩次世界大戰期間，該比賽自1909年第一屆以來每年舉行一次。後來環義的知名度及參賽人數開始增加，賽程也跟著延長。主要參加的車隊也從原本以義大利車隊為主，擴展到來自世界各國的車手。
路線以在意大利舉辦的多站自行車賽事為主，有時也會借用鄰近國家場地。累積總長度超過3,000公里。環義從1909年起每年舉辦，除了在二戰期間曾經停辦過。通常開賽時間在5月，緊接在春季古典赛之後，環法自行車賽之前。

## 歷史
- 1909年5月13日：第一屆環義大賽起點在米蘭，共8站，為期18天，總長2,445公里，共127名選手參加，但僅有47人完賽。
- 2017年5月5日：環義大賽第一百屆自薩丁尼亞展開。